# Isoniazid/pyrazinamide/rifampicin
Rifampicin / isoniazid / pyrazinamide, còn được gọi là rifampin / isoniazid / pyrazinamide, là một loại thuốc dùng để điều trị bệnh lao. Đây là một loại thuốc kết hợp giữa rifampicin, isoniazid và pyrazinamide. Nó được sử dụng như một loại thuốc đơn hoặc cùng với các loại thuốc chống nhiễm trùng khác, và ược uống bằng miệng.
Tác dụng phụ là những thuốc cơ bản. Chúng có thể bao gồm phối hợp hoạt động kém, chán ăn, buồn nôn, đau khớp, cảm thấy mệt mỏi và tê liệt các chi. Tác dụng phụ nghiêm trọng bao gồm các vấn đề về gan. Sử dụng ở những người dưới 15 tuổi có thể không phù hợp. Không rõ tác dụng phụ và độ an toàn của nó trong việc sử dụng nó trong thai kỳ.
Rifampicin / isoniazid / pyrazinamide đã được phê duyệt cho sử dụng y tế tại Hoa Kỳ vào năm 1994. Nó nằm trong Danh sách Thuốc thiết yếu của Tổ chức Y tế Thế giới WHO, là loại thuốc an toàn và hiệu quả nhất cần thiết trong hệ thống y tế. Chi phí loại thuốc này ở các nước đang phát triển là khoảng 3,93 USD mỗi tháng. Ở Anh, một tháng điều trị trị giá NHS là khoảng 39,51 bảng.

## Sử dụng trong y tế
Mục đích của việc kết hợp liều cố định là giúp mọi người dễ dàng dùng thuốc hơn; nhưng cũng để đảm bảo rằng nếu mọi người quên uống một hoặc hai loại thuốc của họ, thì chúng sẽ không phát triển đề kháng với các loại thuốc còn lại.

## Nơi sản xuất
Nó được sản xuất bởi Công ty Aventis.